# Ryōji Noyori
Ryōji Noyori (jap. 野依 良治 Noyori Ryōji; ur. 3 września 1938 w Kobe) – japoński chemik, specjalista w dziedzinie stereochemii i katalizy, laureat Nagrody Nobla w dziedzinie chemii w 2001 roku. W latach 2003–2015 dyrektor Instytutu Badań Fizycznych i Chemicznych (Institute of Physical and Chemical Research) w Wakō. Od 2015 roku dyrektor Centrum Strategii Badań i Rozwoju w Japońskiej Agencji Nauki i Technologii (Center for Research and Development Strategy, Japan Science and Technology Agency), a także dyrektor zewnętrzny Toray Industries, Inc.

## Życiorys
W 1963 ukończył studia na Kyoto University, w 1967 na tym samym uniwersytecie obronił doktorat. Wieloletni (od 1972) profesor Nagoya University, od 2000 dyrektor Centrum Badań Naukowych nad Materiałami przy tej uczelni. Jest autorem lub współautorem ponad 450 prac naukowych. W 1980 opracował stereospecyficzne katalizatory uwodornienia asymetrycznych aminokwasów.
W 2001 otrzymał Nagrodę Nobla z chemii za prace nad reakcjami uwodornienia w obecności katalizatorów chiralnych. Noyori oraz wyróżnieni razem z nim William Knowles i Barry Sharpless, zasłużyli się opracowaniem metod syntezy asymetrycznej prowadzącej do otrzymywania czystych izomerów optycznych (np. dynamiczne różnicowanie kinetyczne) i udowodnił wpływ tej izomerii na aktywność biologiczną związków chemicznych. Na podstawie tych prac m.in. wycofano talidomid, którego jeden z izomerów miał działanie lecznicze, a drugi wywoływał zmiany informacji genetycznej płodów powodujące drastyczne przypadki fokomelii. 
Ryōji Noyori jest także laureatem kilkudziesięciu nagród i wyróżnień naukowych w Japonii, USA i Europie, m.in. Nagrody Asahi (1992), nagrody naukowej Fundacji Króla Faisala (1999) oraz Orderu Kultury (otrzymanego od cesarza Akihito w 2000). Od 2000 Noyori jest honorowym członkiem brytyjskiego Królewskiego Towarzystwa Chemicznego, a od 2002 członkiem Papieskiej Akademii Nauk. W 2002 japońskie Towarzystwo Syntetycznej Chemii Organicznej (The Society of Synthetic Organic Chemistry) ufundowało nagrodę im. Ryōji'ego Noyori za szczególne osiągnięcia w syntezie asymetrycznej.